# Şeqaqî
Şeqaqî (pot aparèixer també com a Shaqaqi, Shakaki o Shikaghi) és una important tribu kurda en gran part turquificada, de l'Azerbaidjan iranià. Fou una confederació tribal entre el llac Urmia i el llac Van que formaven quatre tribus kurdes. A vegades se'ls confon amb la tribu Shakak de la que serien una part. Viuen entre Miandoab, Mianeh i les muntanyes Elburz i formen un pont entre els territoris kurds a les muntanyes Zagros i els nuclis kurds a les muntanyes Elburz de Daylam, Gilan, Rustamdar i Mazanderan. Al segle xv vivien al riu Mughan. Al segle xix vuit mil famílies (uns 50.000) vivien en territori rus. Van servir a la infanteria del príncep qajar Abbas Mirza. En aquest temps ja parlaven majoritàriament el turc i eren xiïtes, sent en total uns 300.000. Avui dia només alguns vells encara parlen kurd i la resta parlen àzeri. Grups d'aquesta tribu es van establir a Síria (muntanyes de la costa), Líban i Palestina en segles passats. Els Jumblat del Shuf són la família més coneguda, i altres notables són els Atrash i els Gibran, si bé avui dia estan assimilats als àrabs.